# Вілсон (округ Данн, Вісконсин)
Вілсон (англ. Wilson) — місто (англ. town) в США, в окрузі Данн штату Вісконсин. Населення — 504 особи (2020).

## Демографія
Згідно з переписом 2010 року, у місті мешкала 531 особа в 201 домогосподарстві у складі 151 родини. Було 234 помешкання
Расовий склад населення:
| - 99,2 % — білих |

До двох чи більше рас належало 0,8 %. Частка іспаномовних становила 0,0 % від усіх жителів.
За віковим діапазоном населення розподілялося таким чином: 26,4 % — особи молодші 18 років, 58,9 % — особи у віці 18—64 років, 14,7 % — особи у віці 65 років та старші. Медіана віку мешканця становила 40,4 року. На 100 осіб жіночої статі у місті припадало 107,4 чоловіків;  на 100 жінок у віці від 18 років та старших — 111,4 чоловіків також старших 18 років.
Середній дохід на одне домашнє господарство  становив 68 512 долари США (медіана — 54 063), а середній дохід на одну сім'ю — 73 908 доларів (медіана — 54 219). Медіана доходів становила 43 750 доларів для чоловіків та 36 667 доларів для жінок. За межею бідності перебувало 13,0 % осіб, у тому числі 24,0 % дітей у віці до 18 років та 6,2 % осіб у віці 65 років та старших.
Цивільне працевлаштоване населення становило 232 особи. Основні галузі зайнятості: освіта, охорона здоров'я та соціальна допомога — 18,5 %, сільське господарство, лісництво, риболовля — 15,1 %, роздрібна торгівля — 12,5 %, виробництво — 11,6 %.